# Liste der Baudenkmale in Goslar - Frankenberger Straße
In der Liste der Baudenkmale in Goslar - Frankenberger Straße sind alle Baudenkmale in der Frankenberger Straße der niedersächsischen Gemeinde Goslar aufgelistet. Die Quelle der Baudenkmale ist der Denkmalatlas Niedersachsen. Der Stand der Liste ist der 25. September 2022.

## Allgemein
In den Spalten befinden sich folgende Informationen:
- Lage: die Adresse des Baudenkmales und die geographischen Koordinaten. Kartenansicht, um Koordinaten zu setzen. In der Kartenansicht sind Baudenkmale ohne Koordinaten mit einem roten Marker dargestellt und können in der Karte gesetzt werden. Baudenkmale ohne Bild sind mit einem blauen Marker gekennzeichnet, Baudenkmale mit Bild mit einem grünen Marker.
- Bezeichnung: Bezeichnung des Baudenkmales
- Beschreibung: die Beschreibung des Baudenkmales. Unter § 3 Abs. 2 NDSchG werden Einzeldenkmale und unter § 3 Abs. 3 NDSchG Gruppen baulicher Anlagen und deren Bestandteile ausgewiesen.
- ID: die Objekt-ID des Baudenkmales
- Bild: ein Bild des Baudenkmales, ggf. zusätzlich mit einem Link zu weiteren Fotos des Baudenkmals im Medienarchiv Wikimedia Commons. Wenn man auf das Kamerasymbol klickt, können Fotos zu Baudenkmalen aus dieser Liste hochgeladen werden:

Zurück zur Hauptliste
| Lage                                                  | Bezeichnung          | Beschreibung | ID       | Bild |
| ----------------------------------------------------- | -------------------- | --- | -------- | ---- |
| Frankenberger Straße 51° 54′ 18″ N, 10° 25′ 20″ O     | Straßenraum          | | 36591647 |      |
| Frankenberger Straße 1 51° 54′ 20″ N, 10° 25′ 22″ O   | Einfriedung          | Sandsteinmauer an der Nordseite der Frankenberger Straße, mit stichbogigem Eingangstor. | 36595517 |      |
| Frankenberger Straße 2 51° 54′ 19″ N, 10° 25′ 21″ O   | Wohnhaus             | Zweigeschossiger Fachwerkbau mit Krüppelwalmdach in Ziegeldeckung, traufständig. Fassade fachwerksichtig, mit schmalen Zwischengefachen. Rückwärtiger Wintergartenanbau. | 36522096 |      |
| Frankenberger Straße 3 51° 54′ 19″ N, 10° 25′ 21″ O   | Wohnhaus             | Zweigeschossiger Fachwerkbau mit Satteldach in Ziegeldeckung, traufständig. Fassade fachwerksichtig, mit schmalen Zwischengefachen und Zierfachwerk; straßenseitig Vorgarten mit Einfriedung. | 36522124 |      |
| Frankenberger Straße 4 51° 54′ 19″ N, 10° 25′ 20″ O   | Wohnhaus             | Zweigeschossiger Fachwerkbau mit Satteldach in Ziegeldeckung, traufständig. Fassade fachwerksichtig, mit schmalen Zwischengefachen. | 36522151 |      |
| Frankenberger Straße 4 51° 54′ 19″ N, 10° 25′ 20″ O   | Nebengebäude         | | 36574392 | BW   |
| Frankenberger Straße 5 51° 54′ 19″ N, 10° 25′ 20″ O   | Wohn-/ Geschäftshaus | Zweigeschossiger Fachwerkbau mit Satteldach in Ziegeldeckung und außermittigem Zwerchhaus, traufständig. Fassade fachwerksichtig, EG mit Holz verschalt, Ladeneinbau mit Schaufensterverglasung. | 36603657 |      |
| Frankenberger Straße 5 51° 54′ 19″ N, 10° 25′ 19″ O   | Hinterhaus           | Zweigeschossiger Fachwerkbau mit Pultdach in Ziegeldeckung. Fassade fachwerksichtig, Giebelseite mit Holz verschalt | 39681213 | BW   |
| Frankenberger Straße 6 51° 54′ 18″ N, 10° 25′ 19″ O   | Wohnhaus             | Zweigeschossiger Fachwerkbau mit Satteldach in Ziegeldeckung, traufständig. Fassade mit Schiefer verkleidet. | 36522179 |      |
| Frankenberger Straße 6 51° 54′ 18″ N, 10° 25′ 19″ O   | Hinterhaus           | Dreigeschossiges Gebäude mit Satteldach. Fassade mit Schiefer verkleidet. | 36569000 | BW   |
| Frankenberger Straße 7 51° 54′ 18″ N, 10° 25′ 19″ O   | Wohnhaus             | Zweigeschossiger Fachwerkbau mit Satteldach in Ziegeldeckung, traufständig. Fassade mit Schiefer verkleidet. | 36522209 |      |
| Frankenberger Straße 8 51° 54′ 18″ N, 10° 25′ 18″ O   | Wohnhaus             | Zweigeschossiger Fachwerkbau mit Satteldach in Ziegeldeckung, traufständig mit seitlichem Bauwich. Fassade fachwerksichtig, mit schmalen Zwischengefachen. | 36522237 |      |
| Frankenberger Straße 9 51° 54′ 17″ N, 10° 25′ 18″ O   | Bürgerhaus Iden      | Dreigeschossiger Fachwerkbau mit Satteldach in Schieferdeckung, traufständig mit seitlichem Bauwich. Fassade fachwerksichtig, EG mit mittigem Rundbogentor samt Inschrift mit Datierung „1679“, Obergeschosse auskragend auf horizontal profilierten Balkenköpfen, Setzschwellen mit Abfasungen zwischen den Balkenköpfen, Brüstungsgefache mit regelmäßigen Fußstreben. Speicherstock im 2. OG 1879 zu Wohnungen ausgebaut, Ladeneinbau im EG von 1932. | 36522264 |      |
| Frankenberger Straße 10 51° 54′ 17″ N, 10° 25′ 17″ O  | Wohnhaus             | Zweigeschossiger Fachwerkbau mit Satteldach in Schieferdeckung, traufständig. Fassade mit Schiefer verkleidet, Toreinfahrt an der rechten Fassadenseite, Ladeneinbau mit Schaufensterverglasung an der linken Fassadenseite. | 36603685 |      |
| Frankenberger Straße 10 51° 54′ 17″ N, 10° 25′ 16″ O  | Hinterhaus           | Dreigeschossiges Gebäude mit Satteldach. Fassade mit Schiefer verkleidet. | 36582325 |      |
| Frankenberger Straße 10 51° 54′ 17″ N, 10° 25′ 17″ O  | Hof                  | Dreigeschossiges Gebäude mit Satteldach. Fassade mit Schiefer verkleidet. | 36568161 | BW   |
| Frankenberger Straße 11 51° 54′ 16″ N, 10° 25′ 17″ O  | Wohnhaus             | Spätgotisches Bürgerhaus, errichtet im späten 15. oder frühen 16. Jh. unter Verwendung älterer Bausubstanz auf einer bestehenden Kelleranlage. Zweigeschossiger Massivbau mit Satteldach in Schieferdeckung, traufständig; rückwärtig zum Hof auf der Westseite eine eingeschossige steinerne Kemenate mit Fachwerk-Oberstock, ostseitig ein Gebäudeflügel in Fachwerkbauweise aus dem späten 17. Jh. Fassade verputzt, mittige Hofdurchfahrt mit Rundbogenportal, auf der linken Seite zwei großformatige Dielenfenster (links dreibahniges Fenster mit geradem Sturz, rechts zweibahniges Vorhangbogenfenster), darüber im Speicherboden zwei vermutlich zweitverwendete Fenster (ein romanisches Rundbogen- sowie ein frühgotisches Kleeblattbogenfenster); auf der rechten Seite sowie über der Hofdurchfahrt neuerer Wohnteil aus dem späten 17. Jh, Fassade in Fachwerkbauweise, Brüstungsgefache mit Buckelstreben. Dachwerk 1932 vollständig erneuert. | 36522295 |      |
| Frankenberger Straße 11 51° 54′ 17″ N, 10° 25′ 15″ O  | Speicher             | Dreigeschossiger Fachwerkbau mit Satteldach in Schieferdeckung, frei stehend. Fassade fachwerksichtig, Obergeschosse vorkragend; Giebelseite mit Holz verschalt. | 36594509 |      |
| Frankenberger Straße 12 51° 54′ 16″ N, 10° 25′ 16″ O  | Wohnhaus             | Zweigeschossiger Fachwerkbau mit Satteldach in Schieferdeckung, traufständig. Fassade mit Schiefer verkleidet, Giebelseite mit Holz verschalt. | 36522325 |      |
| Frankenberger Straße 13 51° 54′ 16″ N, 10° 25′ 15″ O  | Wohnhaus             | Zweigeschossiger Fachwerkbau mit Satteldach in Schieferdeckung, traufständig. Fassade mit Schiefer verkleidet. | 36522356 |      |
| Frankenberger Straße 13 51° 54′ 16″ N, 10° 25′ 15″ O  | Nebengebäude         | Zweigeschossiger Fachwerkbau mit Pultdach in Ziegeldeckung, frei stehend. Fassaden mit Holz verschalt. | 36574317 | BW   |
| Frankenberger Straße 13a 51° 54′ 15″ N, 10° 25′ 15″ O | Wohnhaus Wilkening   | Zweigeschossiger Fachwerkbau Satteldach in Schieferdeckung und linksseitigem Zwerchhaus, traufständig. Fassade fachwerksichtig, rundbogige Toröffnung auf der rechten Seite, OGs vorkragend, Inschriften in den Setzschwellen unterhalb des Zwerchhauses. | 36603716 |      |
| Frankenberger Straße 14 51° 54′ 15″ N, 10° 25′ 15″ O  | Wohnhaus             | Zweigeschossiger Fachwerkbau mit Satteldach in Ziegeldeckung, traufständig. Fassade mit Schiefer verkleidet, rechtsseitig Tordurchfahrt mit Segmentbogenöffnung. | 36603748 |      |
| Frankenberger Straße 15 51° 54′ 15″ N, 10° 25′ 14″ O  | Wohnhaus             | Zweigeschossiger Fachwerkbau mit Satteldach in Schieferdeckung, traufständig. Fassade fachwerksichtig, Konstruktion in Ständerbauweise, mit langen, horizontal profilierten Knaggen; Windbretter zwischen den Dachbalkenköpfen. | 36522387 |      |
| Frankenberger Straße 16 51° 54′ 15″ N, 10° 25′ 14″ O  | Wohnhaus             | Zweigeschossiger Fachwerkbau mit Satteldach in Schieferdeckung, traufständiges Eckhaus. Fassade fachwerksichtig (1905 verändert). | 36522417 |      |
| Frankenberger Straße 16 51° 54′ 15″ N, 10° 25′ 13″ O  | Hinterhaus           | Eineinhalbgeschossiger Fachwerkbau mit asymmetrisch abgeschlepptem Satteldach in Ziegeldeckung, traufständig. Fassade fachwerksichtig. | 36565729 |      |
| Frankenberger Straße 17 51° 54′ 14″ N, 10° 25′ 14″ O  | Wohnhaus             | Zweigeschossiger Fachwerkbau mit Walmdach in Ziegeldeckung sowie Zwerchhaus auf der linken Seite der Fassade zur Frankenberger Straße, traufständiges Eckhaus. Fassade zur Frankenberger Straße fachwerksichtig, mit schmalen Zwischengefachen; zur Ziegenstraße mit Schiefer verkleidet. | 36522448 |      |
| Frankenberger Straße 17 51° 54′ 13″ N, 10° 25′ 14″ O  | Wohnhaus             | | 36564710 |      |
| Frankenberger Straße 18 51° 54′ 14″ N, 10° 25′ 14″ O  | Wohnhaus             | Dreigeschossiger Fachwerkbau mit Satteldach in Schieferdeckung, traufständig mit seitlichen Bauwichen; ursprünglich zwei Häuser, um 1560 durch gemeinsamen Speicherstock zusammengebaut. Fassade fachwerksichtig, EG an der linken Fassadenseite mit Ladeneinbau von 1879, Oberstöcke jeweils vorkragend auf horizontal profilierten Balkenköpfen, dazwischen Schiffskehlen mit Taustäben. Im 1. OG in den Brüstungsgefachen regelmäßige Fußstreben, ehemaliger Speicherstock im 2. OG, 1915 zu Wohnungen ausgebaut, Brüstungsbohlen mit Sonnenrosenornamenten, Schwelle mit Kreuzband im Rahmenprofil. | 36522476 |      |
| Frankenberger Straße 18 51° 54′ 14″ N, 10° 25′ 15″ O  | Hinterhaus           | Zweigeschossiger Fachwerkbau mit Satteldach in Ziegeldeckung, angebaut an das straßenseitige Wohnhaus. Fassade fachwerksichtig. | 36590398 | BW   |
| Frankenberger Straße 19 51° 54′ 15″ N, 10° 25′ 15″ O  | Wohnhaus             | Zweigeschossiger Fachwerkbau mit Satteldach in Ziegeldeckung, traufständig. Fassade fachwerksichtig, mit schmalen Zwischengefachen; Seitengiebel mit Schiefer verkleidet. | 36522507 |      |
| Frankenberger Straße 20 51° 54′ 15″ N, 10° 25′ 16″ O  | Wohnhaus             | Zweigeschossiger Fachwerkbau mit Satteldach in Ziegeldeckung, traufständig. Fassade fachwerksichtig, mit schmalen Zwischengefachen; Tordurchfahrt an der linken Fassadenseite. | 36603777 |      |
| Frankenberger Straße 21 51° 54′ 15″ N, 10° 25′ 17″ O  | Bürgerhaus Struvi    | Zweigeschossiger Fachwerkbau mit Satteldach in Schieferdeckung, traufständig. Ursprungsbau von 1627, ehemaliger Wohnteil eines Bürgerhauses; östlich anschließende Däle um 1700 durch einen Neubauteil ersetzt, mit Tordurchfahrt an der rechten Fassadenseite. Fassade fachwerksichtig, im Wohnteil von 1627 im Oberstock Brüstungsbohlen mit Schnitzwerk dekoriert, Inschrift mit Datierung, Namen des Bauherrn sowie Zainshaken als Hausmarke, auf der Schwelle Spruchband; im östlichen Gebäudeteil Brüstungsgefache mit Balkenrauten ausgefacht, Schwelle mit Kerbschnitten. | 36522534 |      |
| Frankenberger Straße 22 51° 54′ 16″ N, 10° 25′ 17″ O  | Wohnhaus             | Zweigeschossiger Fachwerkbau mit Satteldach in Ziegeldeckung, traufständig mit seitlichem Bauwich. Fassade fachwerksichtig, mit schmalen Zwischengefachen. | 36522565 |      |
| Frankenberger Straße 22 51° 54′ 15″ N, 10° 25′ 17″ O  | Nebengebäude         | Zweigeschossiges Gebäude mit Satteldach in Ziegeldeckung, frei stehend. EG in Massivbauweise, Fassade mauerwerkssichtig, OG in Fachwerkbauweise, fachwerksichtig. | 36575594 | BW   |
| Frankenberger Straße 22a 51° 54′ 16″ N, 10° 25′ 18″ O | Wohnhaus             | Zweigeschossiger Fachwerkbau mit Walmdach in Ziegeldeckung, traufständiges Eckhaus. Fassade fachwerksichtig, mit schmalen Zwischengefachen; Gebäudeecke im EG abgeschrägt. | 36522593 |      |
| Frankenberger Straße 23 51° 54′ 16″ N, 10° 25′ 18″ O  | Patrizierhaus        | Zweigeschossiger Massivbau mit Satteldach in Ziegeldeckung, traufständiges Eckhaus mit rückwärtigem Hofbereich. Fassade verputzt, auf der linken Fassadenseite im Erd- und im OG je zwei spitzbogige Triforien mit Kantenfasen, jeweils ohne axialen Bezug untereinander in der Wandfläche liegend; mittig eine hohe spitzbogige Türöffnung, Portalrahmung mit Kämpferblöcken und Schlussstein vermutlich aus dem frühen 19. Jh. Auf der rechten Fassadenseite im EG Ladeneinbau von 1889, Gebäudeecke im OG um 1650 als Fachwerkerker erneuert, Schwelle mit Inschrift, Brüstungsbohlen und Ständer reichhaltig mit frühbarockem Schnitzwerk dekoriert, mittleres Brüstungsfeld mit Wappen in Lorbeerkranz sowie Schriftband. Westgiebel mit Schiefer verkleidet, Südfassade verputzt. | 36522620 |      |
| Frankenberger Straße 24 51° 54′ 17″ N, 10° 25′ 19″ O  | Wohnhaus             | Zweigeschossiger Fachwerkbau mit Satteldach mit Ziegeldeckung und mittigem Zwerchhaus mit Krüppelwalmdach, traufständig; westlicher Teil eines Doppelhauses. Fassade fachwerksichtig, mit schmalen Zwischengefachen, K-Streben in den äußeren und mittleren Gefachen, Brüstungsgefache im OG mit Sonnenrosetten dekoriert. | 36522650 |      |
| Frankenberger Straße 24 51° 54′ 16″ N, 10° 25′ 19″ O  | Nebengebäude         | Eingeschossiger Fachwerkbau mit Satteldach in Ziegeldeckung, frei stehend. Längsfassaden fachwerksichtig, Giebelseiten in Massivbauweise, Mauerwerk geschlemmt. | 36575292 |      |
| Frankenberger Straße 24b 51° 54′ 17″ N, 10° 25′ 19″ O | Wohnhaus             | Zweigeschossiger Fachwerkbau mit Satteldach mit Ziegeldeckung und mittigem Zwerchhaus mit Krüppelwalmdach, traufständig, östlicher Teil eines Doppelhauses. Fassade fachwerksichtig, mit schmalen Zwischengefachen, K-Streben in den äußeren und mittleren Gefachen, Brüstungsgefache im OG mit Sonnenrosetten dekoriert. | 36522682 |      |
| Frankenberger Straße 24b 51° 54′ 17″ N, 10° 25′ 20″ O | Nebengebäude         | Eingeschossiger Fachwerkbau mit Satteldach in Ziegeldeckung, frei stehend. Fassaden fachwerksichtig. | 36575369 | BW   |
| Frankenberger Straße 25 51° 54′ 17″ N, 10° 25′ 20″ O  | Wohnhaus             | Eingeschossiger Fachwerkbau mit Satteldach in Ziegeldeckung und mittigem Zwerchhaus, traufständig; aus der Straßenflucht zurückgesetzt. Fassade mit Schiefer verkleidet. | 36522714 |      |
| Frankenberger Straße 26 51° 54′ 18″ N, 10° 25′ 20″ O  | Wohnhaus             | Zweigeschossiger Fachwerkbau mit Satteldach in Ziegeldeckung, traufständig mit seitlichem Bauwich. Fassade fachwerksichtig, EG mit Ladeneinbau und Vordach. | 36601201 |      |
| Frankenberger Straße 27 51° 54′ 18″ N, 10° 25′ 21″ O  | Mehrfamilienhaus     | Dreigeschossiger Massivbau mit Walmdach in Ziegeldeckung, traufständig mit seitlichem Bauwich; westlicher Teil eines Doppelhauses. Fassade mauerwerkssichtig, Gesimsbänder und Fensterfascien in Sandstein; Giebelseite mit Schiefer verkleidet. | 36522742 |      |
| Frankenberger Straße 27 51° 54′ 17″ N, 10° 25′ 21″ O  | Nebengebäude         | Zweigeschossiger Massivbau mit Sattel- und Pultdach in Ziegeldeckung. Fassade verputzt. | 36575618 |      |
| Frankenberger Straße 28 51° 54′ 18″ N, 10° 25′ 21″ O  | Mehrfamilienhaus     | Dreigeschossiger Massivbau mit Walmdach in Ziegeldeckung, traufständig mit seitlichem Bauwich; östlicher Teil eines Doppelhauses. Fassade mauerwerkssichtig, Gesimsbänder und Fensterfascien in Sandstein; Giebelseite in Fachwerkbauweise, fachwerksichtig. | 36522774 |      |
| Frankenberger Straße 29 51° 54′ 19″ N, 10° 25′ 22″ O  | Wohnhaus             | Zweigeschossiger Fachwerkbau mit Satteldach in Ziegeldeckung, traufständig mit seitlichen Bauwichen. Fassade mit Schiefer verkleidet. | 36522805 |      |
| Frankenberger Straße 30 51° 54′ 19″ N, 10° 25′ 22″ O  | Wohnhaus             | Zweigeschossiger Fachwerkbau mit Satteldach in Ziegeldeckung, traufständig mit seitlichem Bauwich. Fassade mit Schiefer verkleidet. | 36522830 |      |
| Frankenberger Straße 31 51° 54′ 19″ N, 10° 25′ 23″ O  | Wohnhaus             | Zweigeschossiger Fachwerkbau mit Satteldach in Ziegeldeckung, traufständiges Eckhaus. Fassade zur Frankenberger Straße mit Schiefer verkleidet, zur Schreiberstraße fachwerksichtig. | 36522857 |      |
| Frankenberger Straße 32 51° 54′ 20″ N, 10° 25′ 24″ O  | Wohnhaus             | Zweigeschossiger Massivbau mit Krüppelwalmdach in Ziegeldeckung, traufständig. Fassade verputzt, Fenster mit Sandsteineinfassungen, Datierung „1648“ auf Kellerfenstersturz, „1699“ in Fenstersturz im OG. Im Inneren Dielenraum mit breiter Eichentreppe samt Geländer mit kräftigen Pilastern. | 36522885 |      |
| Frankenberger Straße 32a 51° 54′ 19″ N, 10° 25′ 24″ O | Wohnhaus             | Ehemaliges Stallgebäude, 1905 Umbau zu Wohnungen. Eineinhalbgeschossiger Fachwerkbau mit Satteldach in Schieferdeckung, frei stehend, traufständig entlang der Schreiberstraße. Fassade fachwerksichtig, Gefache verputzt. | 36579943 |      |
| Frankenberger Straße 32c 51° 54′ 19″ N, 10° 25′ 25″ O | Werkstatt            | Ehemaliges Werkstattgebäude, 1935 umgebaut als Fabrikgebäude für die Firma Strumpf-Otto. Zweigeschossiger Fachwerkbau mit Satteldach, frei stehend. Fassade im Erdgeschoss verputzt, OG und Giebelbereich fachwerksichtig. | 36590860 |      |